# 凤山镇 (罗源县)
凤山镇是中国福建省福州市罗源县下辖的一个镇。地处罗源县中南部，东与松山镇接壤，南与连江县丹阳镇相邻，西与白塔乡毗邻，北与起步镇相邻。
1966年，改称城镇公社。1980年7月，改称城关镇。1982年，改称凤山镇。

## 行政区域
凤山镇下辖8个社区和9个行政村：北门社区、东门社区、南门社区、西门社区、闽凤社区、凤嘉社区、凤美社区、凤东社区，苏区村、管柄村、南门外村、陈厝村、方厝村、城关村、余家塘村、岐阳村、竹兜村。